# Паньковцы (Львовская область)
Паньковцы (укр. Паньківці) — село в Подкаменской поселковой общине Золочевского района Львовской области Украины.
Население по переписи 2001 года составляло 86 человек. Занимает площадь 0,305 км². Почтовый индекс — 80671. Телефонный код — 3266.